# 佟遥
佟遥是中国漫画家，安徽亳州人，曾有作品刊登于《北京卡通》。在2008年的作品《超级任务》获金龙奖最佳少年漫画提名。获“星漫奖”6月热度奖亚军。

## 作品
王牌御史
真红游侠
半龙少年